# Strata Falls
Die Strata Falls sind ein Wasserfall im Mount-Aspiring-Nationalpark in der Region West Coast auf der Südinsel Neuseelands. Er liegt im Lauf des Staircase Creek südlich der Marks Range und nördlich des 1909 m hohen Mount Nerger in den Neuseeländischen Alpen, der einige Kilometer nach dem Wasserfall in südwestlicher Fließrichtung und nach Durchströmen des Lake Douglas in den Okuru River mündet. Seine Fallhöhe beträgt 58 Meter.